# Amy Thompson
Amy Thompson, née le 28 juillet 1994 à Luxembourg au Luxembourg, est une footballeuse internationale luxembourgeoise. Elle joue au poste d'attaquante au FC Mamer.

## Biographie
De 2013 à 2015, elle évolue au sein de l'équipe du 1. FC Sarrebruck. En août 2015, elle part aux États-Unis pour rejoindre le championnat universitaire et poursuivre ses études à l'université d'État de New York à Stony Brook. Après un semestre sans pouvoir jouer en raison de réglementations administratives, elle peut finalement rejoindre l'équipe pour les derniers matchs de la saison. Au semestre suivant, alors que débute la saison et qu'elle est pleinement intégrée à l'équipe, elle se blesse aux ligaments croisés antérieurs et doit s'arrêter 5 semaines. Elle reprend ensuite sa place au sein de l'équipe et finit l'année en étant élue joueuse de l'année par son université.
En 2017, à son retour des États-Unis, elle annonce mettre sa carrière en pause. Elle reprend finalement de l'activité et retrouve son poste au sein de l'équipe du Luxembourg féminine de football en 2022.
Avec plus d'une trentaine de sélections, elle est en 2023 la deuxième joueuse la plus capée de l'histoire de son pays juste derrière Jessica Birkel (en).

## Statistiques

### Buts internationaux
| #   | Date             | Lieu                                               | Opposition          | Score | Résultat | Compétition                                        |
| --- | ---------------- | -------------------------------------------------- | ------------------- | ----- | -------- | -------------------------------------------------- |
| 1.  | 8 mars 2011      | Stade Blagoj Istatov, Strumica, Macédoine du Nord  | Lituanie            | 1–3   | 1–4      | Tour préliminaire des éliminatoires de l'Euro 2013 |
| 2.  | 20 avril 2011    | Lido Ground, Port Talbot, Pays de Galles           | Pays de Galles      | 1–1   | 1–5      | Match amical                                       |
| 3.  | 20 mars 2013     | Stade An de Burwiesen, Mertzig, Luxembourg         | Estonie             | 1–1   | 1–1      | Match amical                                       |
| 4.  | 11 décembre 2014 | Stade Makarios, Nicosia, Chypre                    | Chypre              | 1–2   | 2–3      | Match amical                                       |
| 5.  | 4 avril 2015     | Complexul Sportiv Raional, Orhei, Moldavie         | Lettonie            | 3–2   | 4–3      | Éliminatoires de l'Euro 2017                       |
| 6.  | 4 avril 2015     | Complexul Sportiv Raional, Orhei, Moldavie         | Lettonie            | 4–3   | 4–3      | Éliminatoires de l'Euro 2017                       |
| 7.  | 26 juin 2016     | Stade Bloen Eck, Stegen                            | Émirats arabes unis | 4–0   | 6–0      | Match amical                                       |
| 8.  | 29 June 2016     | Stade Am Ga, Wormeldange, Luxembourg               | Émirats arabes unis | 1–0   | 5–2      | Match amical                                       |
| 9.  | 29 June 2016     | Stade Am Ga, Wormeldange, Luxembourg               | Émirats arabes unis | 3–0   | 5–2      | Match amical                                       |
| 10. | 29 June 2016     | Stade Am Ga, Wormeldange, Luxembourg               | Émirats arabes unis | 5–0   | 5–2      | Match amical                                       |
| 11. | 23 novembre 2018 | Stade Jalan Besar, Singapour                       | Indonésie           | 1–0   | 1–0      | Match amical                                       |
| 12. | 16 février 2022  | Stade François Trausch, Mamer, Luxembourg          | Tahiti              | 5–0   | 5–0      | Match amical                                       |
| 13. | 19 février 2022  | Stade Molsheim, Molsheim, France                   | Tahiti              | 2–0   | 11–0     | Match amical                                       |
| 14. | 9 avril 2022     | Stade Municipal, Bettembourg, Luxembourg           | Lettonie            | 2–2   | 3–2      | Éliminatoires de la Coupe du monde 2023            |
| 15. | 9 avril 2022     | Stade Municipal, Bettembourg, Luxembourg           | Lettonie            | 3–2   | 3–2      | Éliminatoires de la Coupe du monde 2023            |
| 16. | 12 April 2022    | Stade Émile Mayrisch, Esch-sur-Alzette, Luxembourg | Macédoine du Nord   | 1–1   | 2–1      | Éliminatoires de la Coupe du monde 2023            |
| 17. | 12 April 2022    | Stade Émile Mayrisch, Esch-sur-Alzette, Luxembourg | Macédoine du Nord   | 2–1   | 2–1      | Éliminatoires de la Coupe du monde 2023            |
| 18. | 2 septembre 2022 | Stade Émile Mayrisch, Esch-sur-Alzette, Luxembourg | Irlande du Nord     | 1–1   | 1–2      | Éliminatoires de la Coupe du monde 2023            |
| 19. | 13 novembre 2022 | Stade Municipal, Rumelange, Luxembourg             | Lituanie            | 1–2   | 2–3      | Match amical                                       |
| 20. | 20 février 2023  | Stade du centenaire, Ta' Qali, Malte               | Malte               | 1–2   | 1–3      | Match amical                                       |